# یرژت ژارلیکاسین
یرژت ژارلیکاسین (به قزاقی: Ержет Жарлыкасын،  زادهٔ ۲۶ اوت ۲۰۰۰) یک کشتی‌گیر فرنگی‌کار اهل کشور قزاقستان است.
از افتخارات وی می‌توان به کسب مدال نقره قهرمانی کشتی جهان ۲۰۲۴ اشاره کرد.

## فعالیت حرفه‌ای

### قهرمانی کشتی جهان ۲۰۲۴
ژارلیکاسین در وزن ۶۳ کیلوگرم کشتی فرنگی قهرمانی کشتی جهان ۲۰۲۴ تیرانا شرکت کرد، او در این مسابقات میکال تراکز از لهستان، استفان کلمنت از فرانسه و سادیک لالایف از روسیه را شکست داد و به فینال رسید. وی در دیدار نهایی به نیهات ممدلی از آذربایجان باخت و به مدال نقره رسید.